# 埃爾斯河 (施特羅伊河支流)
50°22′23″N 10°15′39.5″E / 50.37306°N 10.260972°E

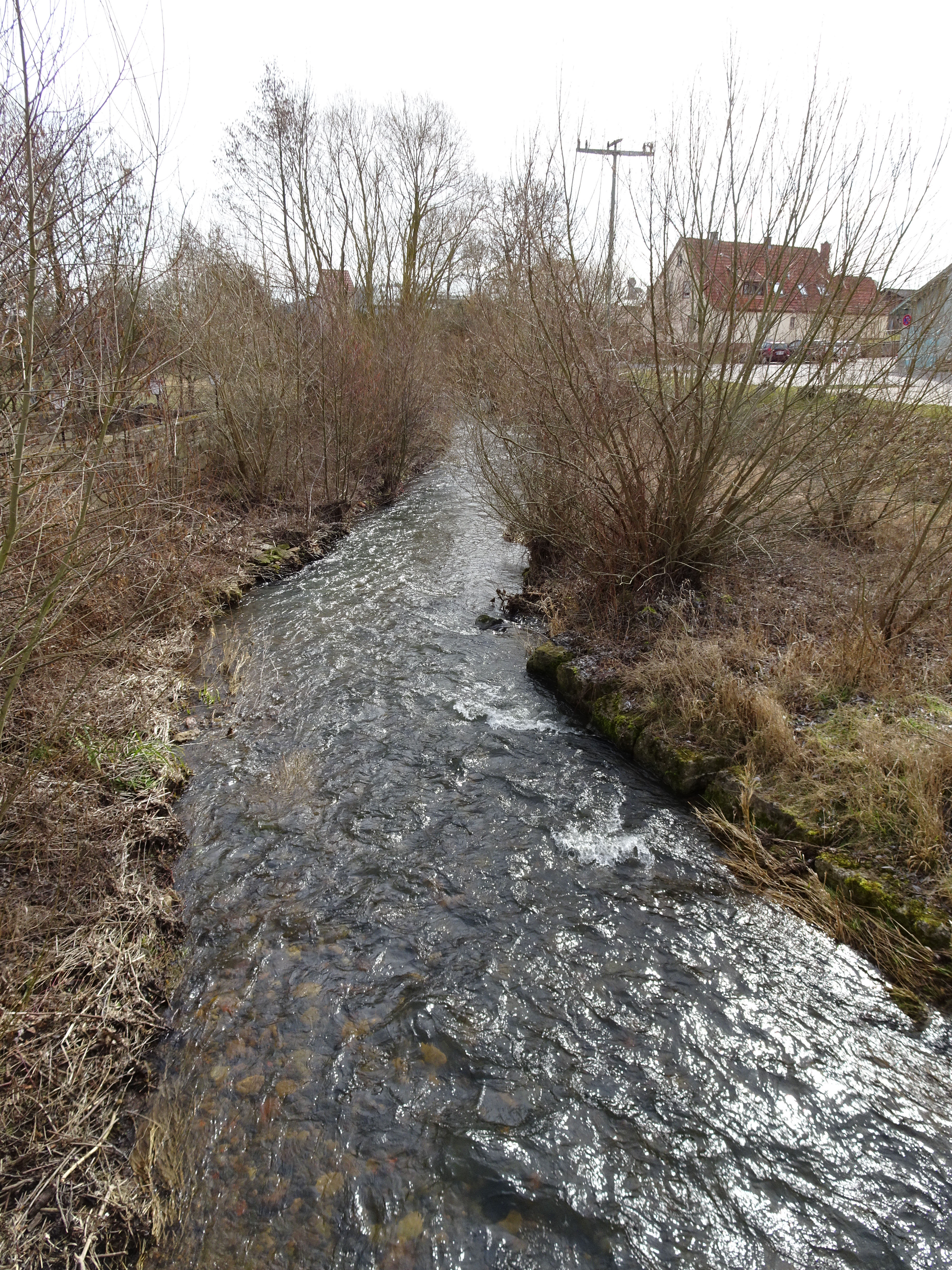

埃爾斯河是德國的河流，位於該國東南部，由巴伐利亞負責管轄，屬於施特羅伊河的右支流，河道全長21.6公里，河口處在溫斯萊本。